# Dual segmented Langmuir probe
Dual Segmented Langmuir Probe (DSLP)

és un instrument desenvolupat bàsicament per investigadors i enginyers txecs per estudiar el plasma volador en el fons magnetosfèric a bord de la nau espacial de l'Agència Espacial Europea (ESA) Proba 2.
Les dades obtingudes pel DSLP seran utilitzades per assolir aquests objectius científics:
- Mesuraments direccionals: Contràriament a les clàssiques sondes de Langmuir, el nou concepte d'obtenció de dades del DSLP dels segments independents proporciona l'estudi a les característiques del plasma en diferents direccions. Això hauria de proporcionar estimacions de la velocitat del flux de plasma. Típicament, en la presència d'un camp magnètic, es va observar que les temperatures d'electrons són lleugerament diferents en la direcció paral·lela i perpendicular a les línies de camp magnètic. Aquesta anisotròpica temperatura s'ha de mesurar amb el DSLP per mitjà de l'obtenició de dades direccionals.
- Característiques no-Maxwellianes en el plasma ionosfèric: Les teories clàssiques dels LPs són típicament desenvolupats per als plasmes en un equilibri termodinàmic, que és per a poblacions de partícules que posseeixen funcions de distribució de velocitat Maxwelliana. No obstant això, un equilibri termodinàmic i, per tant, una distribució de Maxwell és un cas ideal, mentre que la distribució real en molts entorns de plasma sovint exposen diverses característiques no maxwellianes, com la pèrdua de con o distribucions de cap pla o cues d'alta energia. S'ha adaptat el model teòric del DSLP per tal de determinar si existeixen aquestes característiques també en els plasmes ionosfèrics.
- Irregularitats ionosfèriques: En la ionosfera especialment en la regió equatorial, posseeix diversos fenòmens o anomalies de ionització equatorial o pertorbacions ionosfèriques en les regions aurorals i la seva cúspide. La distribució latitudinal d'aquestes anomalies s'han d'assignar durant tota la missió. Els efectes també són molt dependents de la meteorologia espacial, a les forces induïdes per la magnetosfera solar, interplanetari i alteracions magnetosfèriques. D'aquí també la coordinació amb els mesuraments del LYRA i el SWAP (un altre instrument del Proba 2) s'utilitzen per trobar una correlació entre els particulars esdeveniments solars i les pertorbacions ionosfèriques.
- Pertorbacions ionosfèriques per Solar Events (CMEs): Aquest objectiu científic usarà la cooperació amb els experiments LYRA i SWAP i millorar més encara l'esfera d'interès. Si es detecta un esdeveniment solar, si fos possible, el DSLP hauria d'iniciar el mesurament quan l'esdeveniment solar afecta la Terra.
- Registre de Paràmetres del Plasma: Totes les dades obtingudes pel DSLP seran utilitzades per fer un mapa dels paràmetres del plasma (bàsicament la densitat i temperatura dels electrons) i estudiar la seva latitud i variacions estacionals.

L'instrument DSLP consisteix en dos sondes Langmuir, electrònica i una petita unitat de processament de dades. El DSLP comparteix recursos d'interfície, energia i processament amb l'experiment TPMU. El DSLP va ser desenvolupat en la base del seu predecessor, el ISL (Instrument Sonde de Langmuir), que va volar en la missió 
Demeter del CNES.
El DSLP va ser desenvolupat pel consorci de l'Institut Astronòmic
i Institut de Física Atmosfèrica de l'Acadèmia de Ciències de la República Txeca, Praga, República Txeca, Research and Scientific Support Department (RSSD) ESA ESTEC, Noordwijk, Països Baixos, Czech Space Research Centre (CSRC), Brno República Txeca, i el SPRINX Systems, Praga, República Txeca.